# Rashid Atkins
Rashid Sultan Muhammad Atkins Bey (Filadelfia, 14 maggio 1975) è un ex cestista statunitense, professionista in Europa.

## Palmarès
- Campione di Polonia (2006)
- Coppa di Polonia: 1

Prokom Sopot: 2006